# Monte Caseros (Corrientes)
Monte Caseros é um município da Argentina, localizada na província de Corrientes. Possui 36 mil habitantes, segundo o censo de 2010. É a capital do departamento de Monte Caseros. O município faz fronteira com a cidade Brasileira de  Barra do Quaraí no estado do Rio Grande do Sul e com a cidade uruguaia de Bella Unión.